# Distrito de Halberstadt
El Distrito de Halberstadt (en alemán: Landkreis Halberstadt) fue un Landkreis (distrito) ubicado al oeste del estado federal alemán de Sajonia-Anhalt. Ahora su territorio pertenece al distrito de Harz.
Los territorios vecinos al norte corresponden a los distritos del estado federal de Baja Sajonia denominados Wolfenbüttel y Helmstedt así como el antiguo Bördekreis, al sudeste el distrito de Quedlinburg, al sur el distrito de Wernigerode y al oeste el distrito de Goslar. La capital del distrito recae sobre la ciudad de Halberstadt.

## Geografía
El Landkreis Halberstadt se encuentra en la comarca del Harzvorland y en el Magdeburger Börde.

## Composición del Distrito
(Habitantes a 30 de junio de 2006)
Ciudades/Municipios
1. Halberstadt, Ciudad (39.522)
2. Huy (8.592)

Administraciones regionales
* Posición de la administración
| - 1. Verwaltungsgemeinschaft Bode-Holtemme 1. Groß Quenstedt (1.016) 2. Harsleben (2.331) 3. Nienhagen (452) 4. Schwanebeck, ciudad (2.350) 5. Wegeleben, ciudad * (3.079) | - 2. Verwaltungsgemeinschaft Harzvorland-Huy 1. Aspenstedt (548) 2. Athenstedt (437) 3. Danstedt (548) 4. Langenstein (1.945) 5. Sargstedt (739) 6. Ströbeck, Schachdorf * (1.158) | - 3. Verwaltungsgemeinschaft Osterwieck-Fallstein 1. Aue-Fallstein (5.282) 2. Berßel (733) 3. Bühne (559) 4. Lüttgenrode (743) 5. Osterwieck, Stadt * (3.841) 6. Rhoden (486) 7. Schauen (516) 8. Wülperode (518) |